# Fox Lake (Goffs)
Fox Lake är en sjö i Kanada.   Den ligger i provinsen Nova Scotia, i den sydöstra delen av landet, 1 000 km öster om huvudstaden Ottawa. Fox Lake ligger 117 meter över havet. Den ligger vid sjöarna  Lookout Lake Poor Trout Lake South Red Trout Lake och Three Mile Lake.
I omgivningarna runt Fox Lake växer i huvudsak blandskog. Runt Fox Lake är det ganska glesbefolkat, med 21 invånare per kvadratkilometer.